# 五岔沟镇
五岔沟镇，是中华人民共和国内蒙古自治区兴安盟阿尔山市下辖的一个乡镇级行政单位。

## 行政区划
五岔沟镇下辖以下地区：
富康社区、五岔沟村和牛汾台村。